# Артур Арарі
Арту́р Арарі́ (фр. Arthur Harari) — французький актор, кінорежисер та сценарист.

## Біографія та кар'єра
Після трьох короткометражок та одного середьометражного фільму Артур Арарі дебютував у 2016 році повнометражним фільмом «Чорний алмаз», який у 2017 році було номіновано на здобуття кінопремій «Люм'єр» та «Сезар» як найкращий дебютний фільм 2016 року.
Артур Арарі є онуком французького актора Клемана Арарі (1919—2008). Двоє його братів також працюють в кінематографі: Том є оператором, Люка — ілюстратор.

## Фільмографія

### Актор
| Рік  |     | Назва українською   | Оригінальна назва        | Роль                   |
| ---- | --- | ------------------- | ------------------------ | ---------------------- |
| 2012 | к/м | Страх               | La grève des ventres     | Александр              |
| 2013 |     | Вік паніки          | La bataille de Solférino | Артур                  |
| 2014 | к/м | Подумайте про себе  | Think of Me              | охоронець              |
| 2014 | к/м | Ніч падає           | La nuit tombe            |                        |
| 2016 |     | Чорний алмаз        | Diamant noir             | паризький поліцейський |
| 2016 |     | У ліжку з Вікторією | Victoria                 | дресувальник шимпанзе  |
| 2019 |     | Сібіл               | Sibyl                    | доктор Катц            |
| 2023 |     | Справа Ґолдмана     | Le Procès Goldman        | Метр Жорж Кійман       |
| 2023 |     | Анатомія падіння    | Anatomie d'une chute     | літературний критик    |

### Режисер, сценарист
| Рік  |     | Назва українською              | Оригінальна назва                  | Режисер | Сценарист |
| ---- | --- | ------------------------------ | ---------------------------------- | ------- | --------- |
| 2005 | к/м | Дні на вулиці                  | Des jours dans la rue              | Так     | Так       |
| 2007 |     | Рука на пащі                   | La main sur la gueule              | Так     | Так       |
| 2013 | к/м | Витрачені зусилля              | Peine perdue                       | Так     | Так       |
| 2016 |     | Чорний алмаз                   | Diamant noir                       | Так     | Так       |
| 2019 |     | Сібіл                          | Sibyl                              | Ні      | Так       |
| 2021 |     | Онода: 10 000 ночей у джунглях | Onoda: 10,000 Nights in the Jungle | Так     | Так       |
| 2023 |     | Анатомія падіння               | Anatomie d'une chute               | Ні      | Так       |

## Визнання
| Рік                                                                | Категорія                            | Фільм                         | Результат |
| ------------------------------------------------------------------ | ------------------------------------ | ----------------------------- | --------- |
| Міжнародний кінофестиваль короткометражного кіно в Клермон-Феррані |                                      |                               |           |
| 2008                                                               | Спеціальна згадка журі               | Рука на пащі                  | Перемога  |
| 2014                                                               | Нагорода молодіжного журі            | Витрачені зусилля             | Перемога  |
| 2014                                                               | Нагорода преси — Спеціальна згадка   | Витрачені зусилля             | Перемога  |
| Гамбурзький кінофестиваль                                          |                                      |                               |           |
| 2016                                                               | Нагорода критиків                    | Чорний алмаз                  | Номінація |
| Приз Луї Деллюка                                                   |                                      |                               |           |
| 2016                                                               | Найкращий фільм                      | Чорний алмаз                  | Номінація |
| 2022                                                               | Найкращий фільм                      | Онода: 10 000 ночей у джунгля | Перемога  |
| Премія «Люм'єр»                                                    |                                      |                               |           |
| 2017                                                               | Найкращий дебютний фільм             | Чорний алмаз                  | Номінація |
| 2022                                                               | Найкращий дебютний фільм             | Онода: 10 000 ночей у джунгля | Номінація |
| 2022                                                               | Найкращий режисер                    | Онода: 10 000 ночей у джунгля | Номінація |
| 2022                                                               | Найкращий сценарій                   | Онода: 10 000 ночей у джунгля | Номінація |
| 2024                                                               | Найперспективніший актор             | Справа Ґолдмана               | Номінація |
| 2024                                                               | Найкращий сценарій                   | Анатомія падіння              | Перемога  |
| Премія «Сезар»                                                     |                                      |                               |           |
| 2017                                                               | Найкращий дебютний фільм             | Чорний алмаз                  | Номінація |
| 2022                                                               | Найкращий сценарій                   | Онода: 10 000 ночей у джунгля | Перемога  |
| 2022                                                               | Найкращий фільм                      | Онода: 10 000 ночей у джунгля | Номінація |
| 2022                                                               | Найкращий режисер                    | Онода: 10 000 ночей у джунгля | Номінація |
| 2024                                                               | Найкраща чоловічу роль другого плану | Справа Ґолдмана               | Номінація |
| 2024                                                               | Найкращий сценарій                   | Анатомія падіння              | Перемога  |
| Супутник                                                           |                                      |                               |           |
| 2024                                                               | Найкращий сценарій                   | Анатомія падіння              | Номінація |
| Золотий глобус                                                     |                                      |                               |           |
| 2024                                                               | Найкращий сценарій                   | Анатомія падіння              | Перемога  |
| Оскар                                                              |                                      |                               |           |
| 2024                                                               | Найкращий оригінальний сценарій      | Анатомія падіння              | Перемога  |
| БАФТА                                                              |                                      |                               |           |
| 2024                                                               | Найкращий оригінальний сценарій      | Анатомія падіння              | Перемога  |